# エジプト人 (映画)
『エジプト人』（エジプトじん、The Egyptian）は、1954年のアメリカ合衆国の映画。原作はフィンランドの作家ミカ・ワルタリの同名歴史小説。

## キャスト
シヌヘ - エドマンド・パードム
医師。捨て子だが有名な医師に拾われて育てられた。実は前国王アメンホテプ3世の息子。新国王アクナートンを助けたことから侍医となる。毒婦ネフェルに騙されて全てを失ったことをきっかけに放浪の旅に出る。各地を旅する中で医術をもとに財を築いた後、内乱に揺れるエジプトに戻って来る。それまでの経験から無神論者となっていたため、ホレムヘプによるアテン信者迫害によってメリトが死ぬと、その死の責任がアテン信仰を押し進めるアクナートンにあると考え、ホレムヘプやバケタモンの希望通りにアクナートンを暗殺する。しかし、アクナートンが死を前に語った理想主義に感銘を受け、ホレムヘブと袂を分かったためにエジプトを追放される。
メリト - ジーン・シモンズ
酒場の女。シヌヘを一途に愛する。後に、シヌヘがネフェルに捧げた養父母の家を買い取り、そこで養子のトートを育て、エジプトに戻って来たシヌヘと3人で家族として暮らすようになる。熱心なアテン信者で、ホレムヘプによるアテン信者迫害により死ぬ。
ホレムヘブ - ヴィクター・マチュア
シヌヘの友人。チーズ職人の息子。野心家。アクナートンを助けたことから念願の近衛隊に入隊し、後に将軍となる。国の危機を顧みずに頑なに戦を拒むアクナートンをシヌヘに暗殺させると、王女バケタモンを娶って国王となる。
アクナートン - マイケル・ワイルディング
新国王。唯一神アテンを崇拝する予言者としてアマルナ宗教改革を断行する。理想主義者で戦を頑に拒む。
バケタモン - ジーン・ティアニー
アクナートンの同母妹。気の強い性格で、母から兄よりも国王に向いていると言われている。出自の卑しいホレムヘプとの結婚を嫌がり、シヌヘに自分の腹違いの兄であることを告げるとともに、アクナートンとホレムヘプの両方を暗殺して共同統治をしようと持ちかける。
ネフェル - ベラ・ダーヴィ
バビロンの高級娼婦。美貌を武器にシヌヘをたぶらかして全てを奪ったことからシヌヘに殺されかける。後に病で美貌を失って落ちぶれる。
カプタ - ピーター・ユスティノフ
シヌヘの召使になった隻眼の奴隷。お調子者。シヌヘの放浪の旅に付き従う。シヌヘから託されたトートを連れてエジプトを脱出する。
ティイ - ジュディス・イヴリン
アクナートンとバケタモンの母。前国王アメンホテプ3世の妃。猟師の娘。前国王の別の妃が先に生んだ男子であるシヌヘを密かに捨てた過去を、娘バケタモンに話す。
メケレ - ヘンリー・ダニエル
多神教であるアメン信仰の神官。国王に触れたシヌヘとホレムヘプを処刑しようとする。その後、唯一神教のアテン信仰を押し進めるアクナートンと対立するようになり、ホレムヘプらによるアクナートン暗殺計画に賛同する。
墓泥棒 - ジョン・キャラダイン
前国王の墓の前で両親を埋葬しようとしていたシヌヘと出会い、埋葬を手伝う。
センムト - カール・ベントン・リード
シヌヘの養父。貧しい人々を診察していた医師。シヌヘが養父母の財産までもネフェルに捧げたことを知り、シヌヘのために妻と自害する。
トート - トミー・レティグ
メリトの友人の子で、メリトが引き取って実の息子として育てている孤児。
ネフェルティティ - アニタ・スティーヴンス
アクナートンの妃。

## エピソード
主人公シヌヘ役は当初マーロン・ブランドに決まっていたが降板した。またマリリン・モンローがネフェル役を強く希望していたが、プロデューサーのダリル・F・ザナックは当時の愛人だったベラ・ダーヴィを起用した。